# Micronycteris brosseti
Micronycteris brosseti is een vleermuis uit het geslacht Micronycteris die voorkomt in Oost-Peru, Guyana, Frans-Guyana en Zuidoost-Brazilië. M. brosseti is de enige soort van het ondergeslacht Leuconycteris, dat het nauwste verwant is aan het ondergeslacht Micronycteris. De soort is genoemd naar André Brosset voor zijn bijdragen aan de kennis van Zuid-Amerikaanse vleermuizen, de naam van het ondergeslacht is afgeleid van Leuconoë, in de Griekse mythologie een dochter van Minyas die in een vleermuis werd veranderd.
M. brosseti is een kleine Micronycteris met een donkerbruine rugvacht en een grijze of geelbruine buikvacht. De haren aan de bovenkant van het lichaam, die bij de schouders 7 à 8 mm lang zijn, zijn tweekleurig; het onderste derde of tweede deel is wit. De vacht aan de buitenkant van de oorschelp is kort en dicht. Tussen de oren loopt een lage band. De duimen zijn klein. De totale lengte bedraagt 52,0 tot 61,0 mm, de staartlengte 10,0 tot 14,0 mm, de achtervoetlengte 10,0 tot 11,0 mm, de oorlengte 18,0 tot 20,0 mm, de voorarmlengte 31,5 tot 34,0 mm, de lengte van het scheenbeen 12,8 tot 14,2 mm, de lengte van de duim 7,5 tot 8,7 mm, de schedellengte 16,60 tot 17,63 mm en het gewicht 4,3 tot 5,0 g.